# Замок Вільгельміненберг

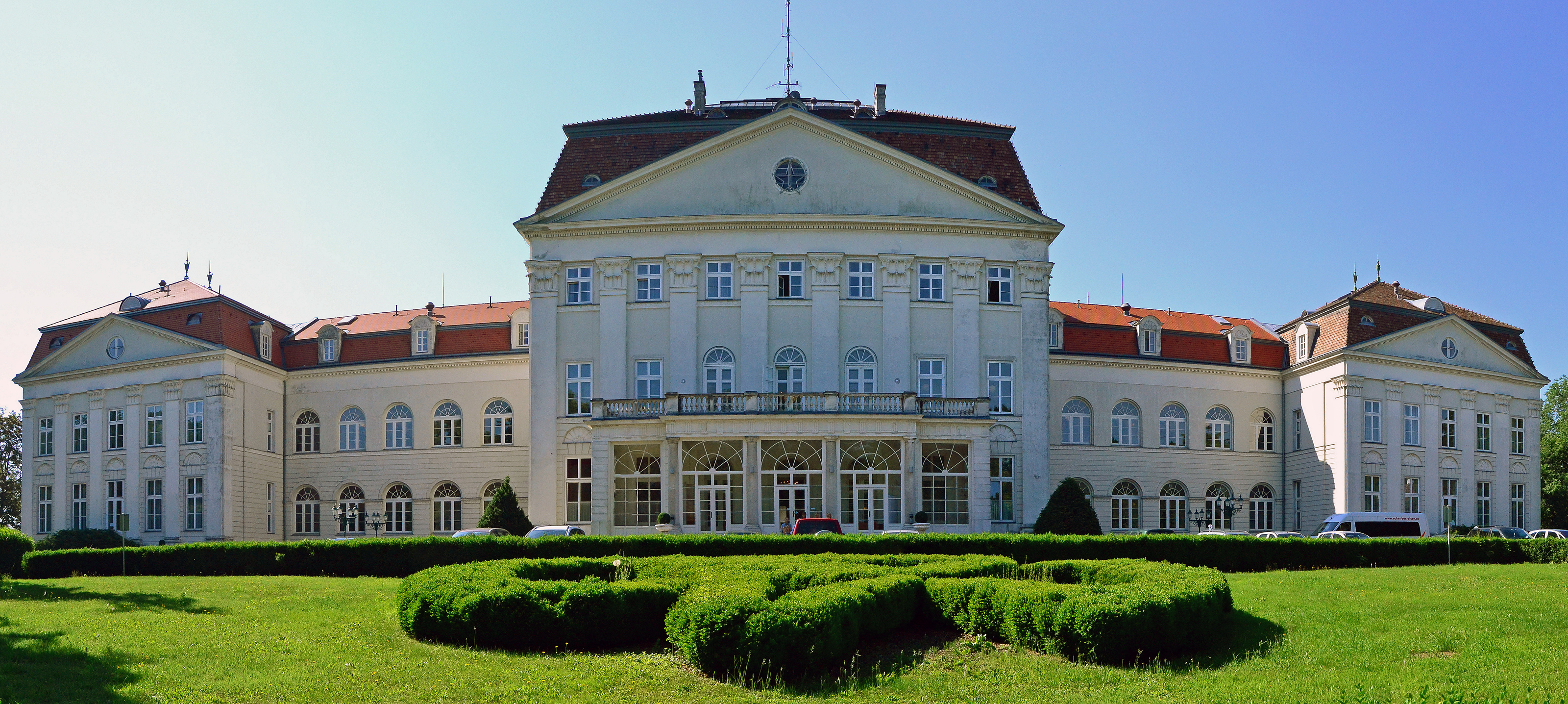
Замок Вільгельміненберг, фасад

Замок Вільгельміненберг розташований на західній околиці Відня в 16 окрузі, Оттакрінг, на Галліцінберзі. Сьогодні він використовується як готель і розташований посеред парку площею 120 000 м², який плавно спускається в Лібхартшталь з південно-південно-східної сторони.

## Історія

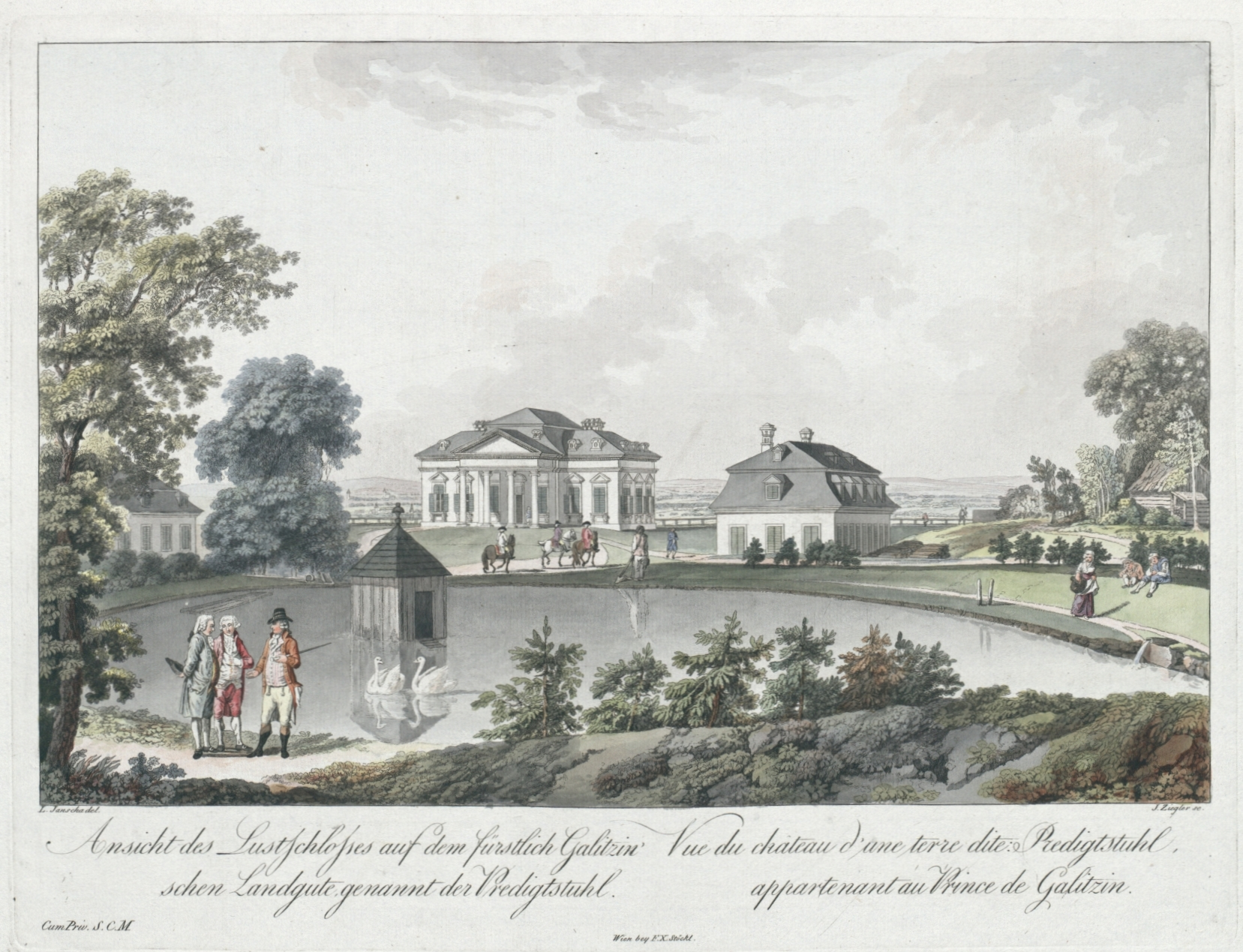
Палац насолоди князя Галліцина, близько 1810 року

У 1781 році фельдмаршал Франц Моріц Граф фон Лассі придбав власність в Оттакрінгу на горі, що називається Предігштуль, і розпочав будівництво замку. Його друг, російський посол у Відні, князь Димитрій Міхалович фон Галліцін (рос. Дмитро Міхайлович Голіцин), на честь якого згодом була названа гора, викупив у нього власність у Предігштуль, а згодом придбав інші частини лісу та пасовищ у громади Оттакрінг, яку він перепланував під парк, який існує донині. Кілька ставків, круглий храм, римські руїни та мисливський будиночок прикрашали парк. Після смерті Галліцина в 1793 році це майно успадкував Микола Петрович Румянцев.
Після кількох змін власника, принц Юлій фон Монлеарт (Юль Макс Тібальт Монлеар, 1787 — 19 жовтня 1865 р.) та його дружина Марія Христина 1824 р. відкрили замок, який вже потребував реконструкції. У 1838 році його збільшили на два бічні крила.
Після смерті принца спалахнула спадкова суперечка, саме тому майно було запропоновано продати за рішенням суду за 125 000 гульденів. Син Моріц фон Монлеар подарував замок та територію своїй дружині Вільгельмін у 1866 році. Оскільки його прохання перейменувати з Галліцінберга у Вільгельмінберг офіційно не було задоволено, принц мав панелі з написом «Вільгельмінберг», прикріплені до всіх входів у замок, і таким чином домігся непрямої зміни назви.
16 березня 1887 р. принц помер і на прохання своєї вдови був похований біля замку в мавзолеї, побудованому в неоготичному стилі. Принцеса Вільгельмін розподілила спадщину серед своїх родичів, зберігаючи лише своє особисте майно та доходи Вільгельмінеберга. Через її щедрість до бідних її називали «Ангелом Вільгельміненберга». 26 березня 1895 р. вона померла і була похована поруч із чоловіком у мавзолеї.

### 1903р. Знесення та новобудова

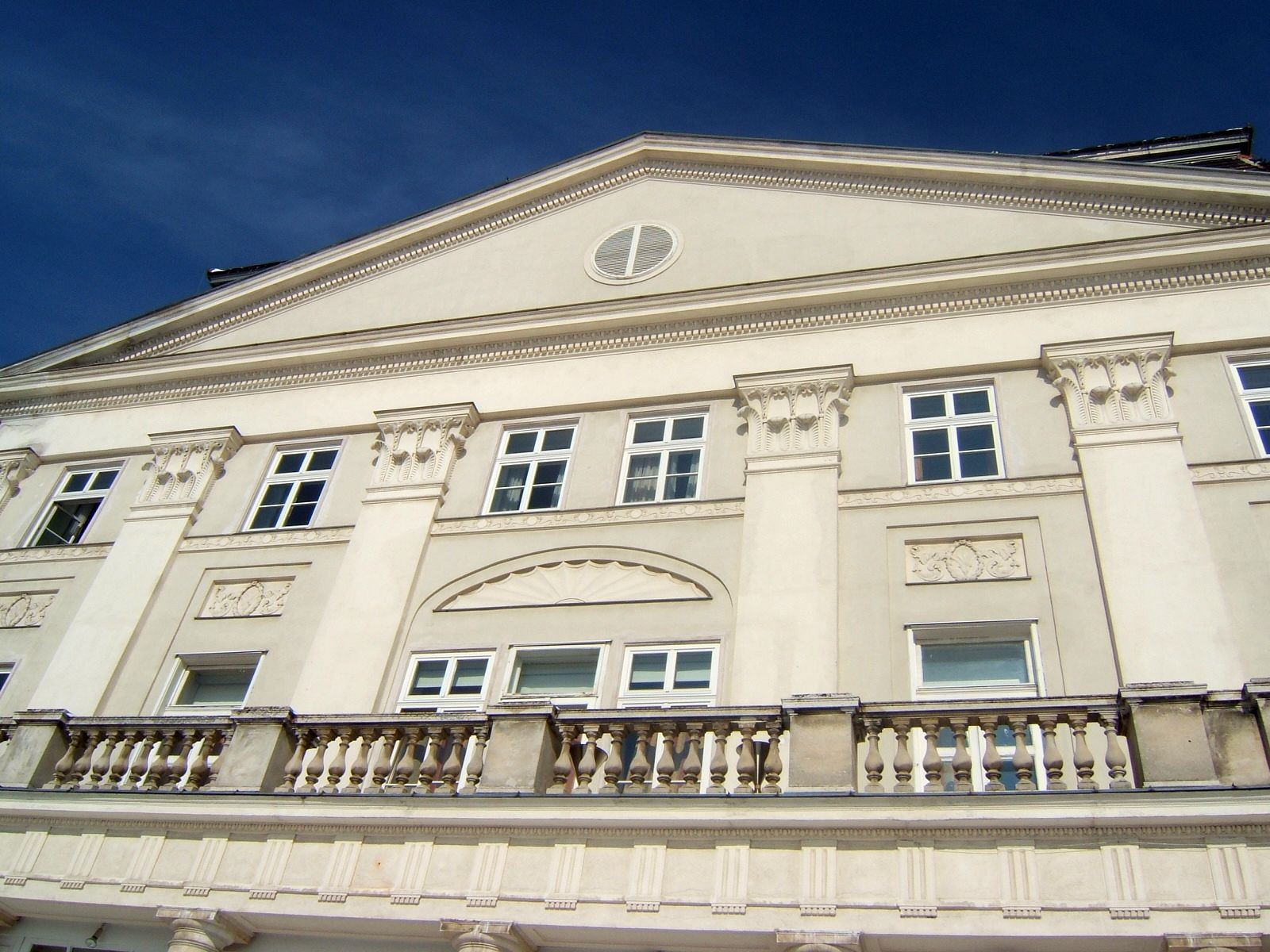
Тил

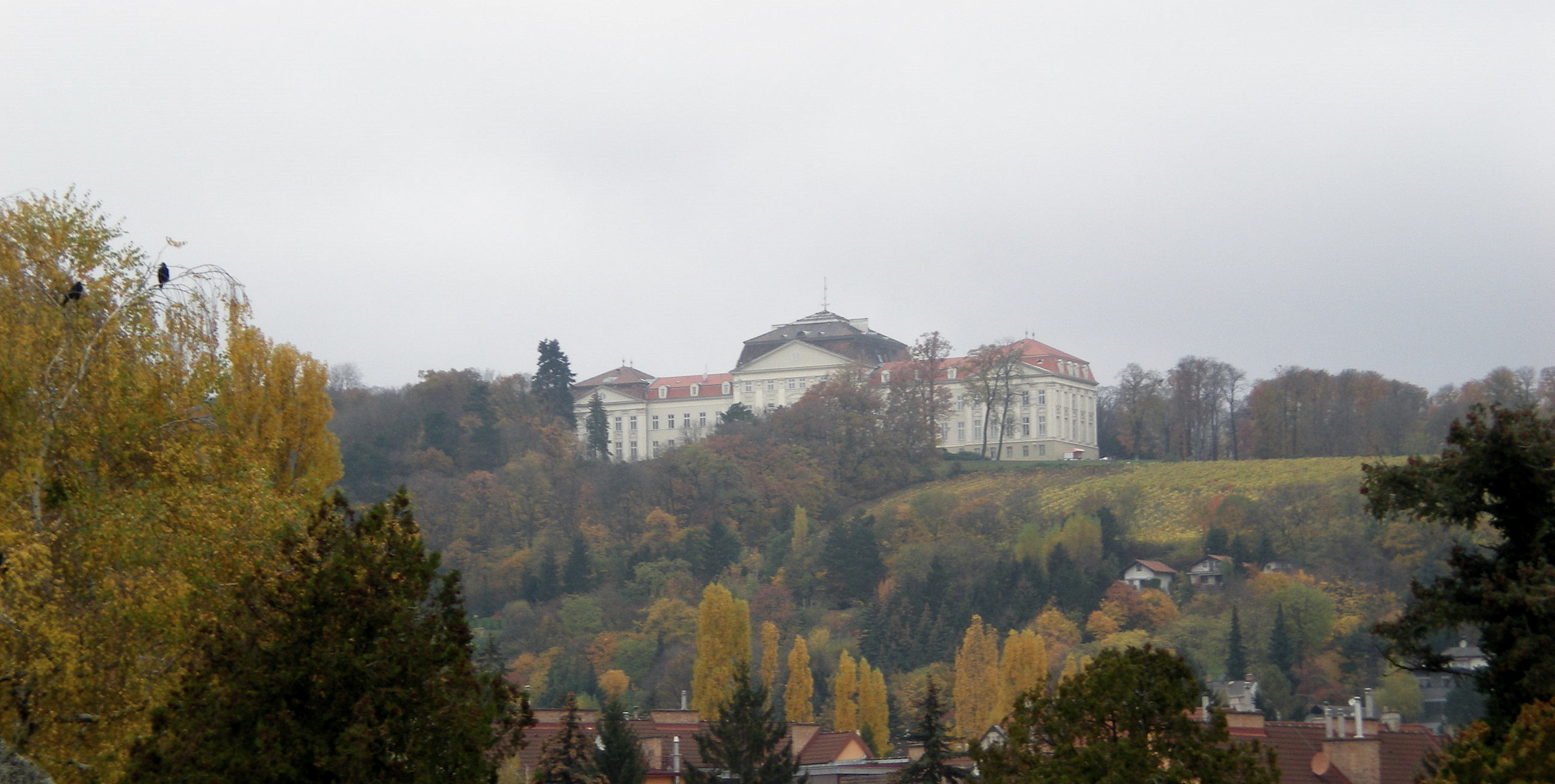
Вид з кладовища Оттакрінгер на Лібхартшталь та замок Вільгельміненберг

У 1903—1908 рр. вже вітхий замок був зруйнований, а палац у стилі неоампір побудований за планами архітекторів Едуарда Фрауенфельда (1853—1910) та Ігнаца Совінського як місце проживання австрійських ерцгерцогів. Витрати на будівництво, включаючи господарські будівлі, склали 1,4 мільйона крон. Владикою замку був ерцгерцог Райнер, а з січня 1913 р. його племінник ерцгерцог Леопольд Сальватор.

### Роки війни та наслідки
Під час Першої світової війни замок був перетворений на лікарню та оздоровчий будинок для жертв війни.
Його придбав директор банку Цюриха Вільгельм Амманн у 1922 році. 16 листопада 1926 року місто Відень, придбавши його на аукціоні з викупу майна, стало новим власником палацу, включаючи допоміжні приміщення та парк, і створило у ньому в 1927 році муніципальний дитячий гуртожиток. З 1934 по 1939 р. у помешканні було місце Віденського хору хлопчиків. У березні 1938 року він був конфіскований націонал- соціалістами і переданий Австрійському легіону. У роки війни замок знову використовувався як армійський шпиталь, з'єднаний із сусіднім Вільгельміншпіталь.
У 1945 році він був перероблений у дім для дітей, які потребують релаксації, та колишніх в'язнів концтаборів. У 1950 році лікувальна навчальна спостережна станція переїхала з Шпігельгрунда до замку Вільгельміненберг.

### З 1961 року будинок для учнів спеціальних шкіл / Жорстоке поводження
З 1961 по 1977 рр. будівля служила будинком для дівчаток спеціальних шкіл (хоча згодом існувала і хлопчача група). У 2011 році стало відомо, що в цей час відбувалися численні напади та зґвалтування дівчат, що там розміщувались. Міська адміністрація відчувала себе вимушеною створити комісію для розслідування цих кримінальних випадків, які вже давно втратили законну силу. Слід також пояснити, що відомо політикуму про випадки у той час і як вони реагували на них, якщо такі були. Голова комісії, суддя Барбара Хеліге, сказала в інтерв'ю віденській щотижневій газеті «Фальтер» у червні 2013 року:
Питання: Отже, місто знало і спостерігало?
Геліге: MA 11 знала все, до 1973 року Марія Якобі була відповідальним міським радником, а після цього Гертруда Фреліх-Санднер . Ми знайшли листи до Якобі. Їй було повністю повідомлено — але не про сексуальне насильство.
Організація жертв Weißer Ring описує дитячий будинок Вільгельміненберг у своєму остаточному звіті про жертви в дитячих будинках міста Відня (разом з Еггенбургом), безумовно, найгіршим «гарячим місцем жорстокого поводження». 2384 зловживання з колишніми дітьми, які повідомили, були відшкодовані муніципалітетом Відня на загальну суму 52 мільйони євро.
Зловживання в школі Вільгельміненберг (та інших муніципальних школах) також призвели до вимоги про перегляд позовної давності, щоб винні могли нести відповідальність.

### З 1986 року
1 липня 1986 р. віцемер Ганс Майр оголосив, що замок буде відремонтовано та перетворено на гостьовий будинок (молодіжний апарт-готель). У 1988 році, після 14-місячного періоду будівництва, було відкрито 3-зірковий «Gästehaus Schloss Wilhelminenberg». У 2000 році гостьовий будинок став готелем Schloss Wilhelminenberg. Після трирічної тривалої реконструкції його було піднято до категорії 4-зіркових готелів. Сьогодні готель працює під брендом Austria Trend Hotels фірми Verkehrsbüro Hotellerie GmbH.

## Вебпосилання
- Офіційний вебсайт готелю Schloss Wilhelminenberg [Архівовано 12 грудня 2015 у Wayback Machine.]
- Замок Вільгельміненберг з історії замку [Архівовано 15 вересня 2019 у Wayback Machine.]  | Географія та географічні карти | GeoNames |